# Wayward Pines
Wayward Pines is een Amerikaanse sciencefictiontelevisieserie, gebaseerd on op de gelijknamige romans van Blake Crouch. De pilot werd geregisseerd door M. Night Shyamalan. De serie ging in première op Fox op 14 mei 2015 en de laatste aflevering was op 23 juli 2015. Op 9 december 2015 maakte Fox bekend dat een tweede seizoen zou starten. De première van seizoen twee is op 25 mei 2016.